# Agathonisi
Agathonisi (en grec: Αγαθονήσι) és una illa grega. Està ubicada al punt més septentrional de la perifèria del Dodecanès a Grècia. Està rodejada per moltes illes més petites. L'illa té dos pobles; a l'exterior hi ha Megalo Jorio (Gran Poble) i a l'interior hi ha Mikro Jorio (Petit Poble). L'únic port de l'illa és el d'Hàgios Georgios (Sant Jordi) que és on poden trobar-se els hotels de l'illa. Localment Agathonisi és també coneguda com a Gaidaro o pel seu nom antic, Tragea.
El punt més alt de l'illa fa 209 metres per damunt del nivell de la mar. Aquest pic està situat a prop de Mikro Jorio. L'illa té una superfície de 13,5 km².
Un cens de l'illa el 1981 mostrà que estava habitada per 133 persones. L'any 1991 un altre cens mostrà que la població havia minvat als 112 habitants. En el cens del 2001 havia tornat a augmentar fins a arribar als 158 residents, 144 d'aquests vivien a Megalo Jorio i només 14 a Mikro Jorio. Amb el darrer cens consultat, el del 2011 l'augment demogràfic s'ha seguit marcant amb un total ja de 185 habitants, 168 dels quals vivien a Megalo Jorio i 17 a Mikro Jorio. La Comunitat d'Agathonisi, inclou els illots deshabitats de Glaros, Kouneli, Nera i Psathonisio. Si els tenim en compte, llavors Agathonisi té una superfície combinada de 14,5 km².